# Greg Lansky
Greg Lansky, de son vrai nom Gregory Aouizerate,,,, né le 12 décembre 1982, est un entrepreneur et investisseur français basé aux États-Unis. Il est le fondateur et Président Directeur Général de Vixen Media Group, une entreprise multinationale de publication internet spécialisée dans la pornographie,. Il est aussi producteur et directeur de films pornographiques. De père juif algérien et de mère chrétienne, il se revendique comme profondément juif. Il a remporté à trois reprises les AVN Awards de Directeur de l'Année, avant de quitter son poste et de se lancer dans le business du cannabis.

## Carrière
Lansky a commencé à travailler dans l'industrie pour adultes en 2005 avec son ami d'enfance, Mike Adriano. Adriano a travaillé dans l'immobilier et Lansky dans le secteur de la production TV. En 2005, Greg Lansky ouvre sa société de production et s'installe à Los Angeles. Il produit et dirige pour différents studios. En 2006 il devient réalisateur pour New Sensations/Digital Sin jusqu'en 2007. C'est alors qu'il commence à produire et réaliser pour le site Reality Kings. Il quittera l'entreprise en 2014 pour fonder son propre studio – Vixen Media Group, propriétaire des sites Vixen, Blacked, et Tushy,. En janvier 2020, il vend son entreprise afin de poursuivre d'autres projets.

## Associés notables
Lansky est par la suite vu avec d'autres artistes du monde du hip hop comme Post Malone, Lil Pump et Trippie Redd. C'est à ce moment-là que Kanye West révèle sur Jimmy Kimmel Live! que le site de Lansky est son site porno préféré. Lansky offre à West l'opportunité de réaliser un film pour adultes et le couple est photographié ensemble, en 2018,,.

## Prix
Lansky a atteint une renommée internationale après avoir remporté à trois reprises (2016, 2017 et 2018) les AVN Awards de Directeur de l'Année,.
- Meilleur Directeur Web – XRCO Award – 2014 [17]
- Meilleur Directeur Web – XRCO Award – 2015 [18]
- Meilleur Réalisateur – XRCO Award – 2016
- Meilleur de presse – XRCO Award – 2016
- Meilleure Cinématographie – AVN Awards – 2016[19]
- Directeur de l'Année – AVN Awards – 2016[19]
- Meilleur Réalisateur – NightMoves Award – 2016 (Choix de l'Éditeur)
- Directeur de l'Année – AVN Awards – 2017
- Meilleur Réalisateur – AVN Awards – 2017
- Meilleure Campagne de Marketing - AVN Awards – 2017[20]
- Directeur de l'Année – Body of Work 2017 XBIZ Award
- Meilleur nouveau Studio: Vixen – DVDErotik Prix – 2017 [21]
- Directeur de l'Année – AVN Awards – 2018